# أندرو ماغيري
أندرو ماغيري (بالإنجليزية: Andrew Maguire) هو سياسي أمريكي، ولد في 11 مارس 1939 في كولومبوس في الولايات المتحدة. حزبياً، نشط في الحزب الديمقراطي. وقد انتخب عضو مجلس النواب الأمريكي.